# Hugo Stiglitz
Hugo Stiglitz (Ciudad de México, 28 de agosto de 1940) es un actor, productor, guionista y director de cine mexicano. Figura indiscutible del cine mexicano de la década de los 70.

## Biografía
Hugo Stiglitz López nació el 28 de agosto de 1940 en la Ciudad de México, hijo del empresario de origen austriaco Sigmund Stiglitz y la argentina María de los Ángeles López. Hugo realiza pruebas en el equipo de futbol Tecos de la UAG, pero su nivel no es suficientemente alto y mejor se enfoca en estudiar. Estudia ingeniería civil en la Universidad Nacional Autónoma de México, en donde tiene como a uno de sus compañeros al posterior empresario Carlos Slim.
Al terminar su educación universitaria, viaja constantemente al puerto de Acapulco, en donde conoce a varias personas que le ayudarían a realizarse dentro de la actuación, inquietud que tenía quizá indirectamente desde su juventud, debido a ser amigo de gente que sería reconocida posteriormente en el medio, como Angélica María y Pedro Armendáriz Jr.

## Carrera cinematográfica
En 1968 el director René Cardona Jr. filmaba en el puerto de Acapulco la película Las fieras, protagonizada por el zorro plateado Mauricio Garcés e invitó a Stiglitz a realizar una pequeña secuencia con la actriz Amadeé Chabot. Esto se convertiría en la prueba para que el mismo director le diera la oportunidad de protagonizar por primera vez en la cinta Robinson Crusoe, que se convertiría en un gran éxito.
Robinson Crusoe marcaría el rumbo que seguiría la carrera de Hugo en el cine dentro de películas del género de aventuras y ambientes exóticos como: Las figuras de arena (1969),  Un pirata de 12 años (1972), La noche de los mil gatos (1972), Robinson y Viernes en la isla encantada (1973), Viaje fantástico en globo (1975), Supervivientes de los Andes (1976), que representaría su mayor éxito de taquilla, El rey de los gorilas (1976) y El triángulo diabólico de las Bermudas (1978). En los 70 se convertiría en uno de los máximos galanes del cine mexicano, junto a actores como Jorge Rivero y Andrés García, con quienes además trabajó en diversas cintas: El llanto de la tortuga (1974) con el primero y Tintorera (1977) con García, fueron las más representativas.
A partir de la década de los 80, comienza a participar cada vez más en películas mexicanas clase B de horror y de acción, en el que se sumó como una de las figuras más representativas en este tipo de cine en el que destacaban los Hermanos Almada, Valentín Trujillo y Sergio Goyri, con los que también coincidió. En los 90 su trabajo se centró principalmente en el mercado del vídeo doméstico.
En 2013 participa en la exitosa película No se aceptan devoluciones, dirigida y protagonizada por Eugenio Derbez y en el que realiza el papel de Johnny Bravo, mismo papel que rechazó Ignacio López Tarso.
Su trabajo permitió que el afamado director estadounidense Quentin Tarantino incluyera un personaje con su nombre en la película Inglourious Basterds (2009) a manera de homenaje, porque en su niñez el director llegó a ver parte la filmografía de Hugo.

## Carrera en televisión
En 2011 Stiglitz acepta aparecer por primera vez en televisión, luego de más de 40 años de trayectoria artística en la telenovela Cielo Rojo de TV Azteca, protagonizada por Edith González  y Mauricio Islas y en la que participa como el villano principal.
Tras el buen recibimiento de su personaje en Cielo Rojo, Hugo acepta hacer una participación especial en Secretos de familia (2013), adaptación de la serie estadounidense Brothers & Sisters y en la que alterna con los actores Anette Michel, Sergio Basáñez y Ofelia Medina.

## Vida personal
Fruto de su primer matrimonio con una mujer llamada Laura, en 1964, Hugo se convierte en padre de su primera hija, a quien nombró Paulina, este primer matrimonio termina en divorcio. Después de este comienza un romance con la austriaca Bárbara Angely,  para 1975 se casó, por segunda ocasión con una mujer norteamericana llamada Emma Daryl; matrimonio que también terminó en divorcio.
Su tercer matrimonio se dio después de terminar su romance con la actriz española Victoria Vera; este fue con la japonesa Mori Mineko, también actriz y quien se convirtió en madre de su segunda hija: Sofía, tras el fracaso de esta relación vuelve a casarse, esta vez con la cantante Juana Ramírez, a quien le presentó su amigo Jorge Luke. En el año 2000 Jenny lo convierte en padre por tercera ocasión, esta vez de un varón a quien nombran Hugo.

## Filmografía

### Televisión
- Señora Acero 3 (2016)
- El Calor Del Hogar Serie de TV (2015)
- Secretos de familia (2013)
- Cielo rojo (2011)

### Cine
- El complot mongol (2019)
- No se aceptan devoluciones (2013)
- La diosa del mar (2005)
- Las pasiones de sor Juana (2004)
- El corrido de Valente Quintero (2003)
- Naturaleza muerta (2003)
- Chinango (2002)
- El corrido del comandante Macario Leyba (2002)
- El nuevo corrido de Arnulfo González (2002)
- La tragedia de Lamberto Quintero (2002)
- Simón, el gran varón (2002)
- El corrido del hijo de Simón Blanco (2001)
- El vengador de cabrones (2001)
- La fiera de la montaña (2001)
- El regreso de las cobras negras (2000)
- La avioneta amarilla (2000)
- Los 2 compas (2000)
- Polifemo (2000)
- El heredero (1999)
- El profeta (1999)
- El comerciante (1999)
- El mojado fracasado (1999)
- Informe secreto de la D.E.A. (1999)
- Las dos toneladas (1999)
- Policía de narcóticos 2 (1999)
- Pollitas de cuenta (1999)
- Siete millones (1999)
- Sonora y sus ojos negros (1999)
- 2 monjitas en peligro (1998)
- Angeluz (1998)
- Bajadores de narcos (1998)
- Cazador de cazadores (1998)
- Cazador de soplones (1998)
- Crisis (1998)
- El culebrero (1998)
- El bronco negro (1998)
- Naked Lies (1998)
- Unidos por el destino (1998)
- El último cazador (1997)
- Una luz en la oscuridad (1997)
- La juez Lobo (1996)
- Víctimas de la ambición (1996)
- La mujer de los dos (1996)
- Crímenes de pasión (1995)
- El arrecife de los alacranes (1995)
- La fuga de los Pérez (1995)
- Las nieves de enero (1995)
- Leyendas de amor y muerte (1995)
- Magnicídio (1995)
- Mujeres infieles (1995)
- Pueblo de violencia (1995)
- Las esmeraldas son sangre (1994)
- Bulldog (1993)
- Chicas en peligro (1993)
- Entre el poder y el deseo (1993)
- Frontera Sur (1993)
- La voz de los caracoles (1993)
- Comando terrorista (1993)
- Obligado a matar (1993)
- Perseguido (1993)
- Camaleón: Atentado a Castro (1992)
- Cobra silenciosa (1992)
- Corrupción encadenada (1992)
- Imperio blanco (1992)
- La dama y el judicial (1992)
- Más allá del deseo (1992)
- Tequila (1992)
- Judicial por herencia  (1992)[5]
- Armas, robo y muerte (1991)
- El 30-30 (1991)

- Escuadrón suicida (1991)
- La ley de la mafia (1991)
- Mujer de cabaret (1991)
- Secuestro equivocado (1991)
- Trágico carnaval (1991)

- Camarena vive (1990)
- Cargas prohibidas (1990)
- El inocente y las pecadoras (1990)
- El protector de la mafia (1990)
- Keiko en peligro (1990)
- Noche de pánico (1990)
- 3 lancheros muy picudos (1989)
- Asalto en la frontera (1989)
- Aventuras que matan (1989)
- Bonampak (1989)
- El pájaro con suelas (1989)
- El loco Bronco (1989)
- El diario íntimo de una cabaretera (1989)
- Hasta que la muerte nos separe (1989)
- La mafia tiembla II (1989)
- Seducción y muerte (1989)
- Durazo, la verdadera historia (1988)
- La gallera (1988)
- La noche de la bestia (1988)
- Los gatos de las azoteas (1988)
- Open Fire (1988)
- Escuadrón (1987)
- Mente asesina (1987)
- Sueño de Tony (1987)
- Traficantes de cocaína (1987)
- El placer de la venganza (1986)
- La muerte de un pistolero (1986)
- Mauro el mojado (1986)
- Cementerio del terror (1985)
- Cuando corrió el alazán (1985)
- El día de los albañiles II (1985)
- El escuadrón de la muerte (1985)
- Masacre en el río Tula (1985)
- Policía judicial federal (1985)
- Rosa de la frontera (1985)
- The Treasure of the Amazon (1985)
- La máquina de matar (1984)
- Matanza en Matamoros (1984)
- Under the Volcano (1984)
- Con el odio en la piel (1983)
- El fantasma del lago (1981)
- Black Jack (1980)
- Buitres sobre la ciudad (1980)
- En mil pedazos (1980)
- Fabricantes de pánico (1980)
- Incubo sulla città contaminata (1980)
- La invasión de los zombies atómicos (1980)
- 357 magnum (1979)
- Lo blanco, lo rojo y lo negro (1979)
- Bloody Marlene (1979)
- Guyana: Crime of the Century (1979)
- Cyclone (1978)
- Los pequeños privilegios (1978)
- Mil millas al sur (1978)
- Oro rojo (1978)
- El triángulo diabólico de las Bermudas (1978)
- Tintorera (1977)
- El rey de los gorilas (1976)
- Longitud de guerra (1976)
- Supervivientes de los Andes (1976)
- Viaje fantástico en globo (1975)
- El valle de los miserables (1975)
- El llanto de la tortuga (1974)
- Las garras de Lorelei (1974)[6]
- El juez de la soga (1973)
- Pilotos de combate (1973)
- Robinson y Viernes en la isla encantada (1973)
- Vanessa (1972)
- El señor de Osanto (1972)
- La noche de los mil gatos (1972) (Publicada en inglés como Blood Feast)
- Uno para la horca (1972)
- Bang bang... al hoyo (1971)
- Los desalmados (1971)
- Nido de fieras (1971)
- Un Pirata de doce años (1971)
- Las figuras de arena (1970)
- Macho Callahan (1970)
- Las fieras (1969)
- Robinson Crusoe (1969)